# Bilicenii Vechi
Bilicenii Vechi è un comune della Moldavia situato nel distretto di Sîngerei di 3.510 abitanti al censimento del 2004

## Località
Il comune è formato dall'insieme delle seguenti località (popolazione 2004):
- Bilicenii Vechi (3.087 abitanti)
- Coada Iazului (423 abitanti)